# ザック・ウィルソン
ザカリー・カポノ・ウィルソン（Zachary Kapono Wilson, 1999年8月3日 - ）は、アメリカ合衆国ユタ州ドレイパー出身のプロアメリカンフットボール選手。NFLのマイアミ・ドルフィンズに所属している。ポジションはクォーターバック。

## 経歴

### 幼少期から高校時代
1999年8月3日にユタ州ドライパーで生まれる。地元のコーナー・キャニオン高校に入学し、パスで2,986ヤードと24TDを記録するとともに、3年生次にはランでも752ヤードと8TDを記録した。ウィルソンは当初、ボイジー州立大学に進学し、クォーターバックとしてプレーすることを約束していたが、その後ブリガムヤング大学（BYU）入学へ意思を変更した。

### 大学時代

#### 1年生
2018年にブリガムヤング大学に入学。9試合に出場し、7試合に先発出場。初先発はハワイ大学戦であった。ウィルソンはブリガムヤング大学史上最年少で先発出場したクォーターバックとなった。 このシーズンで、パス182回中120回成功、1,578ヤード、12TD、3インターセプトという好成績を残した。 2018年のフェイマス・アイダホ・ポテト・ボウルでは、パス18回すべてを成功させ、317ヤード、4TDを獲得し、ウィルソンはこの試合のMVPに選ばれた。

#### 2年生
2019年シーズン、9試合に先発し、パス319回中199回成功、2,382ヤード、11TD、9インターセプトを記録した。 このシーズン、ブリガムヤング大学は2019年のハワイボウルに招待され、ウィルソンはこの試合のMVPに選ばれた。

#### 3年生
2020年シーズン、12試合に先発し、パス336回中247回を成功させ、3,692ヤード、33TD、3インターセプトを記録し、ランでも255ヤード、10TDを記録した。2020年ボカラトン・ボウルでは、パス34回中26回を成功させ、425ヤード、3TDを記録し、オフェンスMVPに選ばれた。この年、ポリネシアン・カレッジ・フットボール・プレーヤー・オブ・ザ・イヤー賞に、南カリフォルニア大学のFSタラノア・フファンガとともに選ばれた。

#### 大学時代の通算成績
| 2018 | 9  | 7  | 120 | 182 | 65.9 | 1,578 | 12 | 3  | 157.2 | 75  | 221 | 2.9 | 2  |
| 2019 | 9  | 9  | 199 | 319 | 62.4 | 2,382 | 11 | 9  | 130.8 | 67  | 167 | 2.5 | 3  |
| 2020 | 12 | 12 | 247 | 336 | 73.5 | 3,692 | 33 | 3  | 196.4 | 70  | 254 | 3.6 | 10 |
| 通算 | 30 | 28 | 566 | 837 | 67.6 | 7,652 | 56 | 15 | 162.9 | 212 | 642 | 3.0 | 15 |

### ニューヨーク・ジェッツ
2021年4月29日（日本時間30日）に行われたドラフトで、ニュージャージー州イーストラザフォードに本拠を置く、ニューヨーク・ジェッツに全体2位で指名された。
2021年8月14日、NFLプレシーズンのニューヨーク・ジャイアンツでプロデビューし、パス9回中6回成功、63ヤードを記録した。
2023年シーズンは、トレードで獲得されたアーロン・ロジャースのバックアップQBとなったものの、開幕戦でのロジャースの怪我により試合途中から出場してチームを勝利に導いた。

### デンバー・ブロンコス
2024年4月、2024年ドラフトの7巡目指名権とともに、6巡目指名権と交換でデンバー・ブロンコスにトレードされた。

### マイアミ・ドルフィンズ
2025年3月、マイアミ・ドルフィンズと1年契約を結んだ。

## 私生活
父マイケル・ウィルソンと母リサ・ウィルソン（旧姓ニールマン）の間に生まれ、3人の兄弟と2人の姉妹がいる。父方の一部がハワイ人であり、ミドルネームのカポノはハワイ語で「正義」を意味する。 家族には他にも、航空会社の起業家デビッド・ニールマン、HealthEquityの共同設立者スティーブン・ニールマンなどがいる。 ウィルソンは子供の頃、注意欠陥多動性障害（ADHD）と診断された。 また、末日聖徒イエス・キリスト教会の会員でもある。